# فرودگاه بین‌المللی ناظور
فرودگاه بین‌المللی ناظور (به انگلیسی: Nador International Airport) یک فرودگاه همگانی با کد یاتا NDR است که یک باند فرود آسفالت دارد و طول باند آن ۳۰۰۰ متر است. این فرودگاه در شهر ناظور کشور مراکش قرار دارد و در ارتفاع ۱۷۵ متری از سطح دریا واقع شده‌است.

## شرکت‌های هواپیمایی و مقصدهای پروازی
| شرکت‌های هواپیمایی                                         | مقصدهای پروازی                                                                                       |
| --------------------------------------------------------- | --- |
| ایر عربیا مغرب                                            | اسخیپول آمستردام، بارسلونا-ال پرات، بروکسل، کلن بن، مونپلیه - مدیترانه، پالما د مایورکا              |
| بروکسل ایرلاینز                                           | چارتر فصلی: بروکسل (آغاز از ۲۴ ژوئن ۲۰۱۷)                                                            |
| Corendon Dutch Airlines                                   | اسخیپول آمستردام                                                                                     |
| یورو وینگز اجرا توسط جرمن‌وینگز                            | کلن بن                                                                                               |
| هواپیمایی پادشاهی مراکش                                   | اسخیپول آمستردام، بروکسل، ابن بطوطه طنجه فصلی: محمد پنجم، دوسلدورف، فرانکفورت                        |
| هواپیمایی پادشاهی مراکش اجرا توسط Royal Air Maroc Express | محمد پنجم                                                                                            |
| رایان‌ایر                                                  | بارسلونا-ال پرات، باووایس-تیلی، بروکسل جنوب شرلروآ، فرانکفورت-هان، مارسی پروانس، ویزه                |
| سان‌اکسپرس دویچلند                                         | فصلی: دوسلدورف (آغاز از ۲۷ ژوئن ۲۰۱۷) چارتر: کلن بن چارتر فصلی: اسخیپول آمستردام                     |
| ترانساویا.کام                                             | چارتر فصلی: اسخیپول آمستردام                                                                         |
| TUI fly Belgium                                           | آنتورپ، بروکسل جنوب شرلروآ، آیندهوون فصلی: بروکسل (آغاز از ۲۶ ژوئن ۲۰۱۷), لیژ (آغاز از ۲۸ ژوئن ۲۰۱۷) |
| ویولینگ                                                   | بارسلونا-ال پرات                                                                                     |